# Трновка
Трновка (словац. Trnovka) — річка в Словаччині, права притока Росінки, протікає в окрузі Жиліна.
Довжина приблизно 7.3 км. Витік знаходиться в масиві Мала Фатра — частина Лучанська Фатра; схил гори Гоблік) — на висоті близько 460 метрів. Протікає територією міста Жиліна — частини Трнове і Росінки. Впадає в Росінку на висоті приблизно 350 метрів.